# حارية عمانية
الحارِيَة العُمَانِيَّة (الاسم العلمي: Echis omanensis) (بالإنجليزية: Oman Saw-scaled Viper)‏ هي نوع من الثعابين تتبع جنس الحارية من فصيلة الأفاعي.
والمعروف أيضًا باسم الأفعى العمانية ذات القشور المنشار، كذلك هو نوع من الأفعى السامة.

## النطاق الجغرافي
تم العثور على الثعبان في شرق عمان والإمارات العربية المتحدة. يتواجد من مستوى سطح البحر حتى ارتفاع 1000 متر.

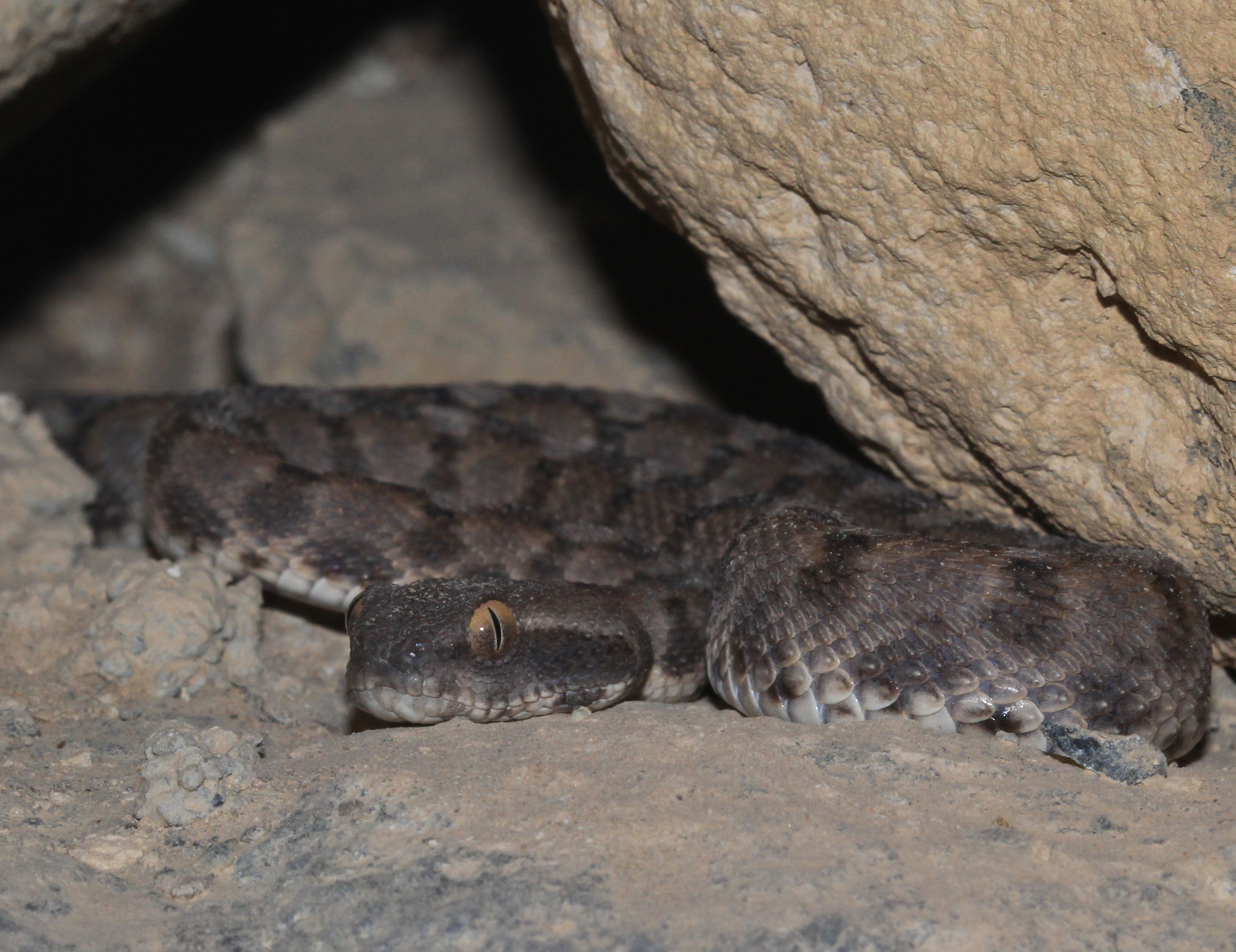
حارية عمانية من الإمارات العربية المتحدة

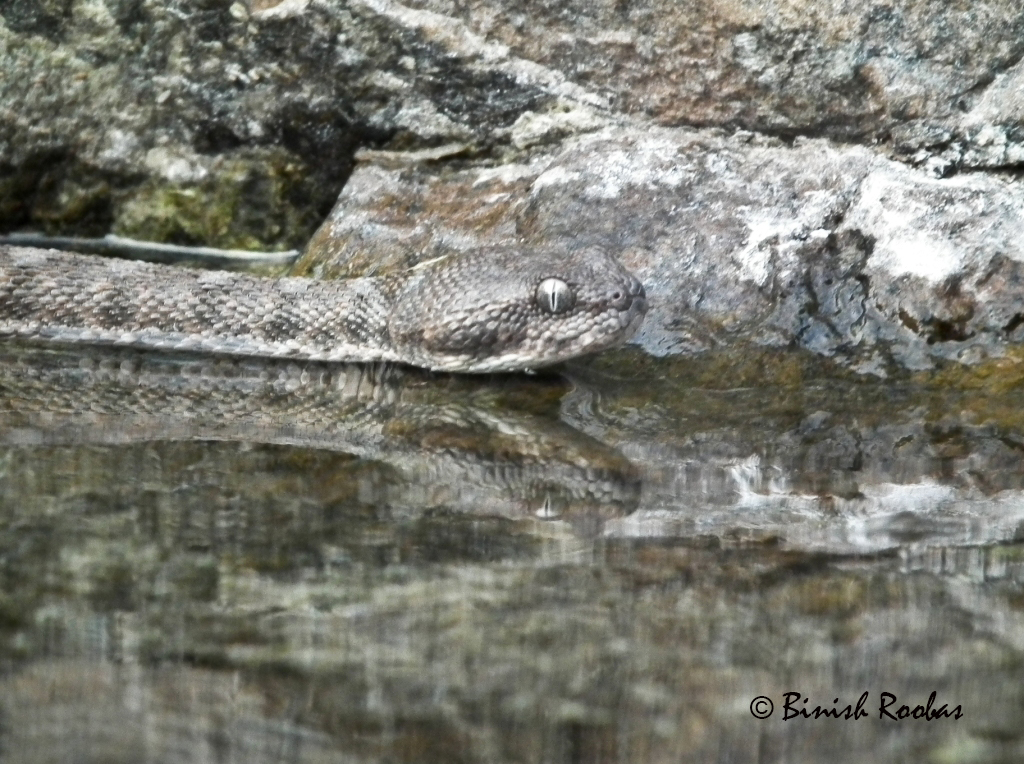
حارية عمانية من محمية وادي الوريعة الوطنية

## الوصف
في وصفه يشير بابوكسي إلى أن هذا النوع يبلغ قياسه حوالي 70 سم بما في ذلك 10 سم للذيل. ظهره رمادي بشكل عام وبه بقع كبيرة على الجانبين. جانبه البطني أبيض مائل للصفرة أو أبيض مائل للرمادي. وإنه ثعبان سام بياض.

## أصل الكلمة
اسم نوعها المكون من عمان واللاحقة اللاتينية -ensis ، «من يعيش في أو من يعيش»، أعطيت لها إشارة إلى مكان اكتشافها وهو سلطنة عمان.